# Week-end la Zuydcoote
Week-end la Zuydcoote (în franceză Week-end à Zuydcoote) este un roman din 1949 al romancierului francez Robert Merle. Romanul a câștigat Prix Goncourt, cel mai de seamă premiu literar al Franței în același an, 1949.
Ulterior, în 1964, inspirat de fapte adevărate din timpul celui de-al Doilea Război Mondial, romanul a fost ecranizat într-un film numit Week-end la Zuydcoote (în limba franceză, Week-end à Zuydcoote).

## Adaptare
Romanul a fost ecranizat în 1964 de Henri Verneuil, într-un film omonim care a avut premiera pe 18 decembrie 1964.

## Traduceri
- Merle, Robert, Week-end la Zuydcoote, tradus de Maria Berza, București, 1983: Editura Militară, p. 224